# Tamahoko Maru
SS „Tamahoko Maru” – japoński statek pasażersko-towarowy, oddany do służby w 1919 roku.
Początkowo nosił nazwę „Yone Maru”. W latach 1919–1941 przewoził pasażerów i towary pod flagą różnych japońskich linii żeglugowych. W październiku 1941 roku został zarekwirowany przez Cesarską Armię Japońską. W czasie wojny na Pacyfiku wykorzystywano go do transportu żołnierzy i materiałów wojennych. 24 czerwca 1944 roku został zatopiony w pobliżu Nagasaki przez amerykański okręt podwodny USS „Tang”. Statek przewoził wtedy 772 alianckich jeńców wojennych, spośród których 560 poniosło śmierć.
„Tamahoko Maru” jest zaliczany do grona tzw. piekielnych statków.

## Dane techniczne
„Tamahoko Maru” był statkiem pasażersko-towarowym o długości 129,5 metrów, szerokości 16,3 metrów i zanurzeniu 11,4 metrów. Jego pojemność wynosiła 6780 BRT.
Statek był wyposażony w jedną śrubę. Kotły były opalane węglem. Napęd zapewniała maszyna parowa potrójnego rozprężania o mocy 555 NHP. Osiągał prędkość maksymalną 12,5 węzłów.

## Historia

### Przebieg służby
Statek został zbudowany w stoczni Harima Dock Company w Kobe. Stępkę położono 2 września 1918 roku. Wodowanie miało miejsce 8 lutego 1919 roku, wtedy też jednostce nadano nazwę „Yone Maru” . Do służby weszła w marcu tegoż roku.
Początkowo statek był własnością linii Teikoku Kisen Kabushiki Kaisha. W rejestrze Lloyd’s Register of Shipping za okres 1921–1922 figuruje już jednak jako własność linii Kokusai Kisen Kabushiki Kaisha. Na początku lat 20. miał odbywać rejsy na trasach między Europą a Wyspami Japońskimi, a także do Nowego Jorku .
Na przełomie lat 20. i 30., być może w roku 1929 , statek zmienił właściciela, a jego nazwę zmieniono na „Tamahoko Maru”. W rejestrze Lloyd’s Register of Shipping za okres 1932–1933 jako właściciel statku są wskazane linie Chugai Shosen Kabushiki Kaisha (przemianowane później na Tamai Steamship Company). Z kolei w rejestrze za okres 1935–1936 na pozycji tej figurują już linie Kaiyo Kisen Kabushiki Kaisha.
W październiku 1941 roku, na krótko przed wybuchem wojny na Pacyfiku, „Tamahoko Maru” został zarekwirowany przez Cesarską Armię Japońską i przystosowany do przewozu wojska. W grudniu 1941 roku wziął udział w japońskiej inwazji na Malaje .
Na początku października 1941 roku statek przewiózł 286 amerykańskich jeńców wojennych z Mindanao do Manili. Rejs trwał trzy dni, przebiegł bez większych incydentów, a warunki, w których podróżowali jeńcy, były stosunkowo dobre.
W kolejnych latach „Tamahoko Maru” pływał w konwojach, m.in. do Singapuru oraz na Filipiny, Mariany i Formozę, przewożąc żołnierzy i materiały wojenne .

### Zatopienie

#### Przebieg
3 czerwca 1944 roku „Tamahoko Maru” wypłynął z Singapuru w ramach konwoju HO-02. Konwój ten liczył łącznie 19 statków, ochranianych przez pięć okrętów eskorty. Cztery statki przewoziły w swych ładowniach alianckich jeńców wojennych. Kontyngent ten, określany mianem Japan Party One, miał trafić do obozów na Wyspach Japońskich.
Dzięki złamaniu japońskich szyfrów amerykański wywiad radiowy zdawał sobie sprawę, że niektóre statki konwoju będą przewozić jeńców wojennych. Niemniej w celu jego przechwycenia skierowano okręt podwodny USS „Raton”. 6 czerwca zdołał on zatopić eskortowiec CD-15. „Tamahoko Maru” i pozostałe jednostki konwoju wyszły z tego ataku bez szwanku. 11 czerwca HO-02 zawinął do Manili.
Podczas postoju w Manili na „Tamahoko Maru” załadowano 7,5 tys. ton rudy miedzi. 14 czerwca konwój wznowił rejs. Już następnego dnia uderzył weń silny tajfun. Jeden ze statków, które przewoziły jeńców – „Miyo Maru”, odniósł poważne uszkodzenia. W konsekwencji 18 czerwca, podczas postoju w Takao na Formozie, jeńców z „Miyo Maru” przeniesiono na „Tamahoko Maru”, który jako jedyny ze statków konwoju wciąż dysponował wystarczającą ilością miejsca w ładowniach. Na statek zaokrętowano ponadto około 500 japońskich żołnierzy.
Na „Tamahoko Maru” znalazło się 772 jeńców. Było wśród nich 267, a według innego źródła 257 Australijczyków, 266 Holendrów, 190 Brytyjczyków oraz 43 Amerykanów. Jeńcy zostali rozlokowani w dwóch ładowniach. Znajdowało się w nich nadal sporo miejsca, stąd podróżowali w bardziej znośnych warunkach, niż na „Miyo Maru”. Dzięki życzliwości jednego z Formozańczyków, który celowo pozostawił otwarty właz, mogli także potajemnie kraść cukier, którego niewielka ilość była przewożona w jednej z dolnych ładowni.
20 czerwca konwój wypłynął z Takao. Następnego dnia zatrzymał się na krótki postój w Kirun, po czym wznowił rejs w kierunku Japonii. Tymczasem amerykański wywiad radiowy nadal śledził jego ruchy. W celu przechwycenia HO-02 skierowano okręty podwodne USS „Sealion”, USS „Tang” i USS „Tinosa”. Wieczorem 24 czerwca radar na „Tangu” zarejestrował sygnał nadawany przez jednostki konwoju. Około godziny 23:50, gdy konwój znajdował się w odległości około 40 mil morskich na południowy zachód od Nagasaki, „Tang” odpalił sześć torped, które trafiły i zatopiły cztery japońskie statki . Jedną z ofiar był „Tamahoko Maru”, który otrzymał dwa trafienia: w dziobową  ładownię oraz w śródokręcie. Trafienie w ładownię spowodowało śmierć większości znajdujących się tam jeńców i strażników. Statek błyskawicznie zatonął – według jednego ze świadków po upływie nieco ponad minuty od eksplozji torped. Spoczął na dnie na pozycji 32°24′N 129°38′E/32,400000 129,633333 .

#### Epilog
25 czerwca około godziny 10:00 w miejscu katastrofy pojawiły się japońskie jednostki, które przystąpiły do ratowania rozbitków. W pierwszym momencie marynarze wyciągnęli z morza około 30 jeńców, gdy jednak zorientowali się, że w wodzie wciąż znajduje się wielu japońskich rozbitków, zmusili jeńców, by z powrotem wskoczyli do morza. Japońskie jednostki najpierw wyciągały z wody japońskich żołnierzy, a dopiero w dalszej kolejności kobiety i dzieci. Po pewnym czasie przystąpiły jednak do ratowania jeńców. Australijski porucznik Lance Gibson był przekonany, że jeńcy zawdzięczali ocalenie interwencji koreańskiego tłumacza, który był do nich przyjaźnie nastawiony.
Spośród 772 alianckich jeńców, którzy płynęli na „Tamahoko Maru”, zginęło 560. W gronie ofiar znalazło się m.in. około 185 Australijczyków i 28 Amerykanów. Zginęło także 35 członków japońskiej załogi . 212 ocalałych jeńców trafiło do obozu jenieckiego Fukuoka 13 w Nagasaki.

## Pamięć
„Tamahoko Maru” jest zaliczany do grona japońskich „piekielnych statków” (ang. Hellships).
„Tamahoko Maru” jest jednym z „piekielnych statków”, które upamiętniono w obrębie tzw. Japanese Prison Ships Memorial Garden znajdującego się na terenie National Memorial Arboretum w brytyjskim Alrewas.